# Cryptostylis arachnites
Cryptostylis arachnites é uma espécie pertencente à família das orquídeas (Orchidaceae), que existem no sudeste asiádico e sudoeste do pacífico. São plantas terrestres glabras perenes; sem tubérculos, com longas raízes glabras carnosas; inflorescência racemosa, com flores que medem mais de quinze milímetros e não ressupinam, de cores pouco vistosas, com sépalas e pétalas reduzidas, parecidas mas ligeiramente diferentes, as pétalas menores; e labelo fixo e imóvel, muito maior que os outros segmentos; coluna curta e apoda com quatro polínias.

## Publicação e sinônimos
- Cryptostylis arachnites (Blume) Hassk. in C.L.Blume, Coll. Orchid.: 133 (1859).

Sinônimos homotípicos:
- Zosterostylis arachnites Blume, Bijdr.: 419 (1825).

Sinônimos heterotípicos:
- Chlorosa latifolia Blume, Bijdr.: 420 (1825).
- Zosterostylis zeylanica Lindl., Gen. Sp. Orchid. Pl.: 446 (1840).
- Zosterostylis walkerae Wight, Icon. Pl. Ind. Orient. 5: t. 1748 (1851).
- Cryptostylis walkerae (Wight) Blume, Coll. Orchid.: 133 (1859).
- Cryptostylis zeylanica (Lindl.) Blume, Coll. Orchid.: 133 (1859).
- Cryptostylis alismifolia F.Muell., S. Sci. Rec. 1: 172 (1881).
- Cryptostylis papuana Schltr. in K.M.Schumann & C.A.G.Lauterbach, Fl. Schutzgeb. Südsee, Nachtr.: 82 (1905).
- Cryptostylis stenochila Schltr., Bot. Jahrb. Syst. 39: 49 (1906).
- Cryptostylis vitiensis Schltr., Repert. Spec. Nov. Regni Veg. 3: 16 (1906).
- Cryptostylis fulva Schltr., Repert. Spec. Nov. Regni Veg. Beih. 1: 26 (1911).
- Cryptostylis fulva var. subregularis Schltr., Repert. Spec. Nov. Regni Veg. Beih. 1: 27 (1911).
- Cryptostylis erythroglossa Hayata, Icon. Pl. Formosan. 4: 117 (1914).